# بيني بيليد
بيني بيليد (بالعبرية: בנימין פלד‏) (1928– 13 يوليو 2002) ولد باسم بنيامين فايدنفلد في تل أبيب، فلسطين الانتدابية، كان قائدًا للقوات الجوية الإسرائيلية أثناء حرب أكتوبر و‌عملية عنتيبي. وقد تقاعد برتبة ألوف (لواء). وقد بدأ كميكانيكي في بدايات القوات الجوية الإسرائيلية.

## روابط خارجية
- بيني بيليد على موقع IMDb (الإنجليزية)